# Cryptocellus macagual
Espèce
Cryptocellus macagual est une espèce de ricinules de la famille des Ricinoididae.

## Distribution
Cette espèce est endémique du département de Caquetá en Colombie. Elle se rencontre vers Florencia.

## Description
Le mâle holotype mesure 4,77 mm.

## Étymologie
Son nom d'espèce lui a été donné en référence au lieu de sa découverte, le Centro de Investigaciones Amazónicas Macagual.

## Publication originale
- Botero-Trujillo, Carvalho, Flórez-Daza & Prendini, 2021 : « Four new species of “hooded tick-spiders” (Ricinulei, Ricinoididae) from South and Central America : with clarification of the identity of Cryptocellus leleupi Cooreman, 1976. » American Museum novitates, no 3976, p. 1-35 (texte intégral).